# Capriccio (film fra 1968)
 For alternative betydninger, se Capriccio. (Se også artikler, som begynder med Capriccio)
Capriccio er en musikfilm fra 1968 instrueret af Ole Askman efter eget manuskript.

## Handling
En skildring af den meget populære københavnske færdselsbetjent Aage Dahls elegante dirigering af trafikken på Sankt Hans Torv på Nørrebro. Filmen er klippet efter Tjajkovskijs musikstykke Capriccio Italien, således at betjentens optræden tager sig ud som et musikalsk virtuost nummer. Aage Dahl var så populær, at han modtog julegaver af de københavnske trafikanter.